# Monument Leger en Vloot

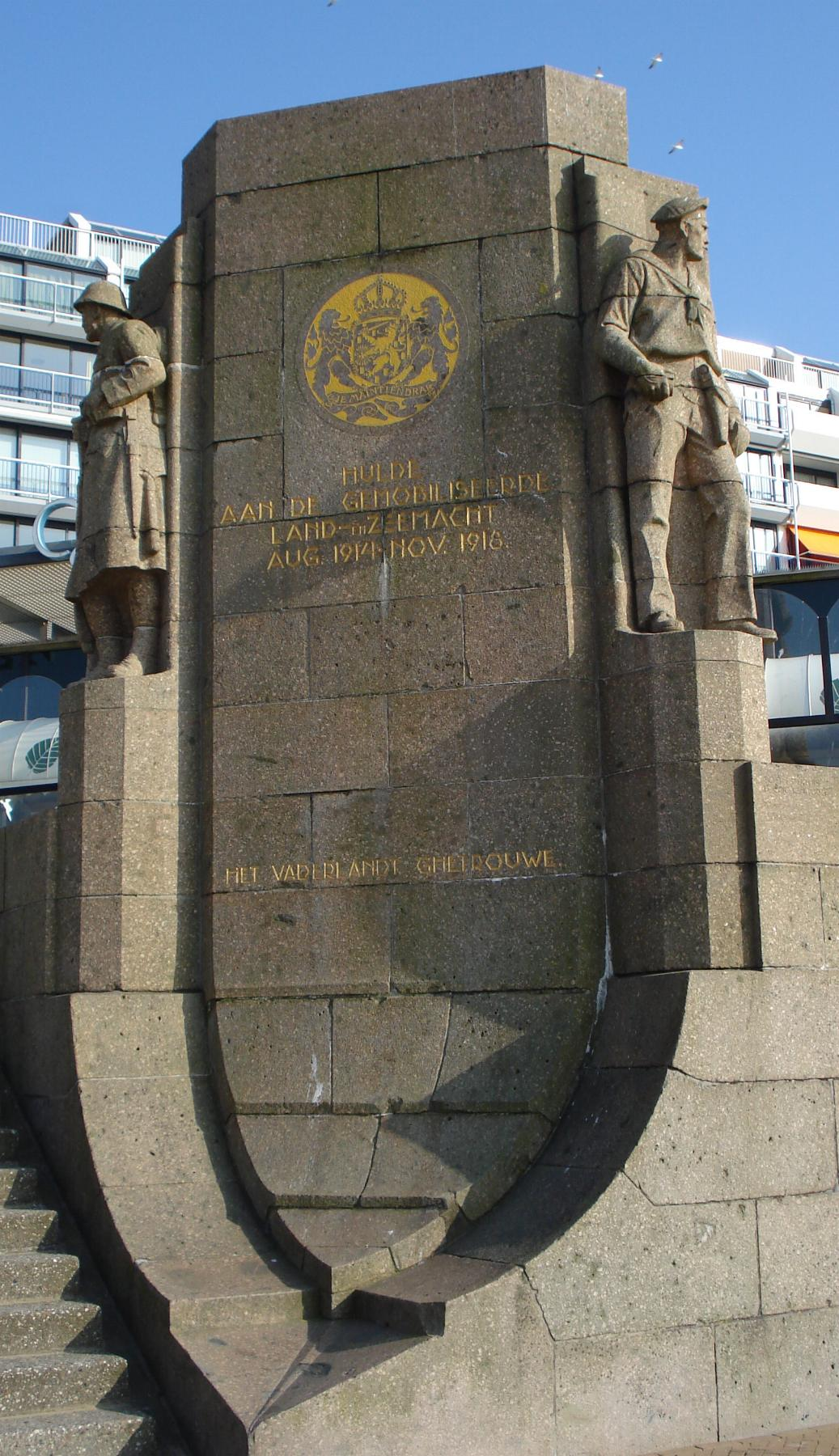

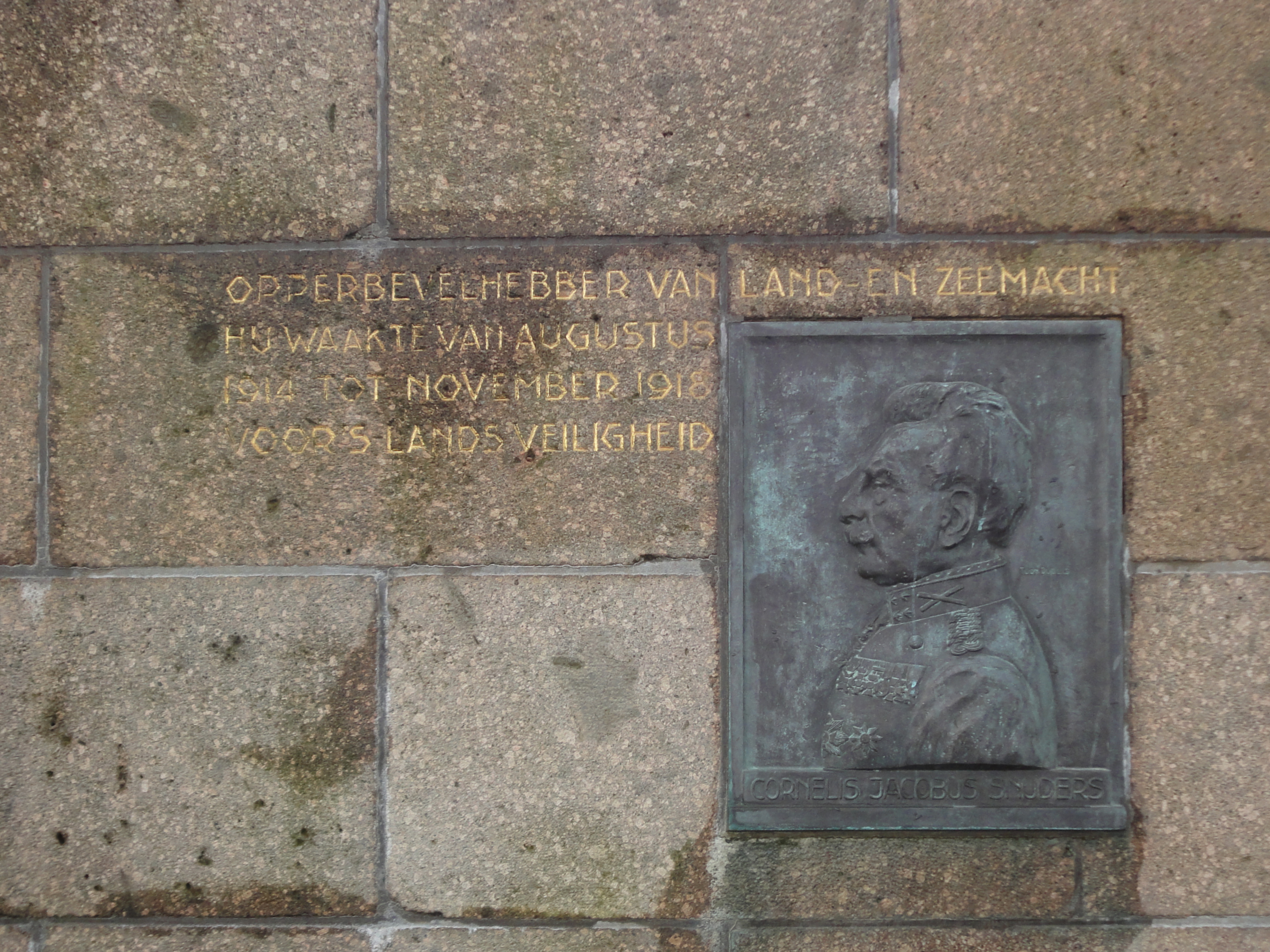
Voor generaal Snijders werd na zijn overlijden in 1939 een plaquette met zijn profielportret en naam toegevoegd aan het monument, waarnaast de tekst: “Opperbevelhebber van land- en zeemacht. Hij waakte van Augustus 1914 tot november 1918 voor 's lands veiligheid”

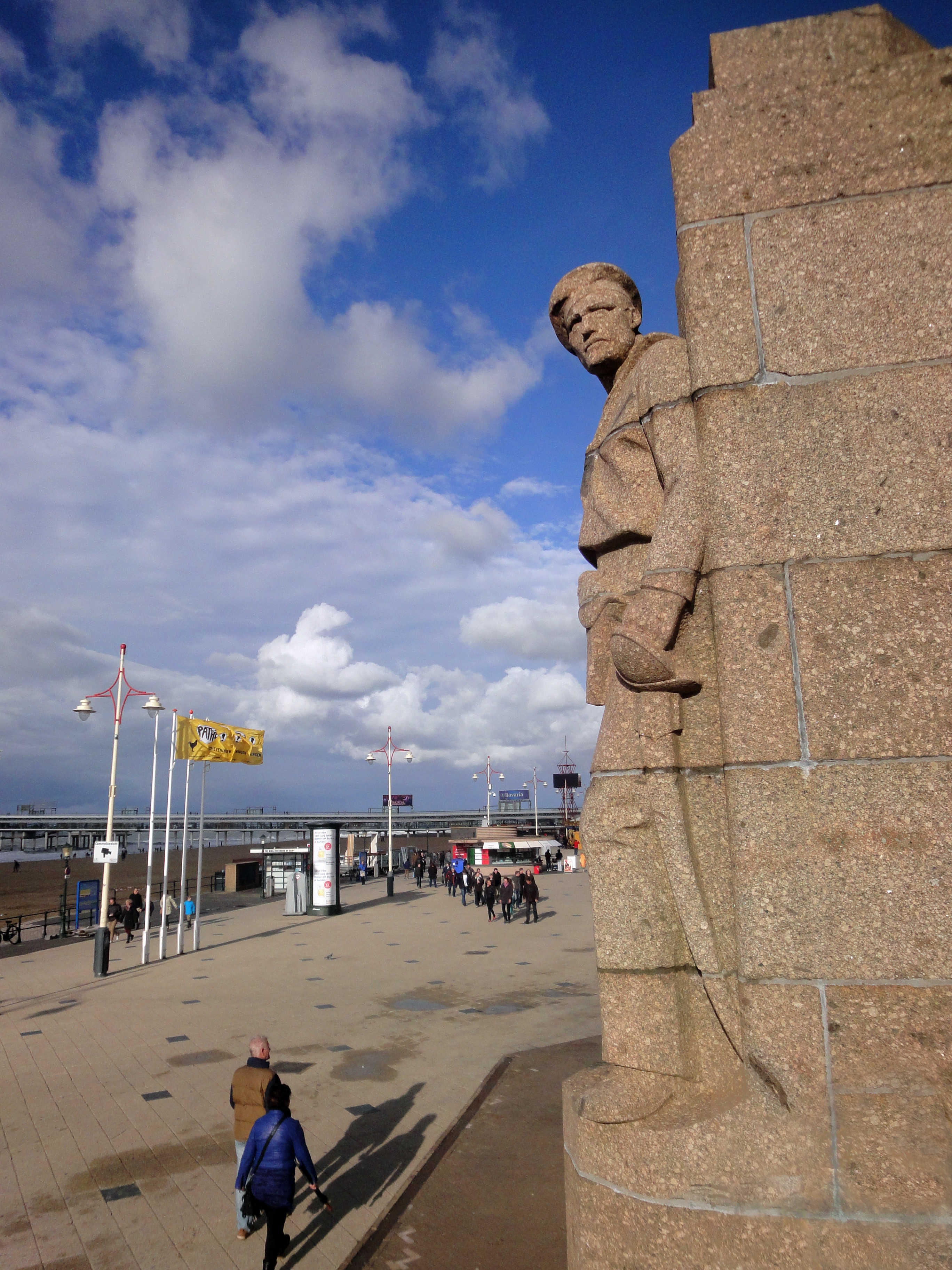
Zijkant van het monument met zicht op de Boulevard

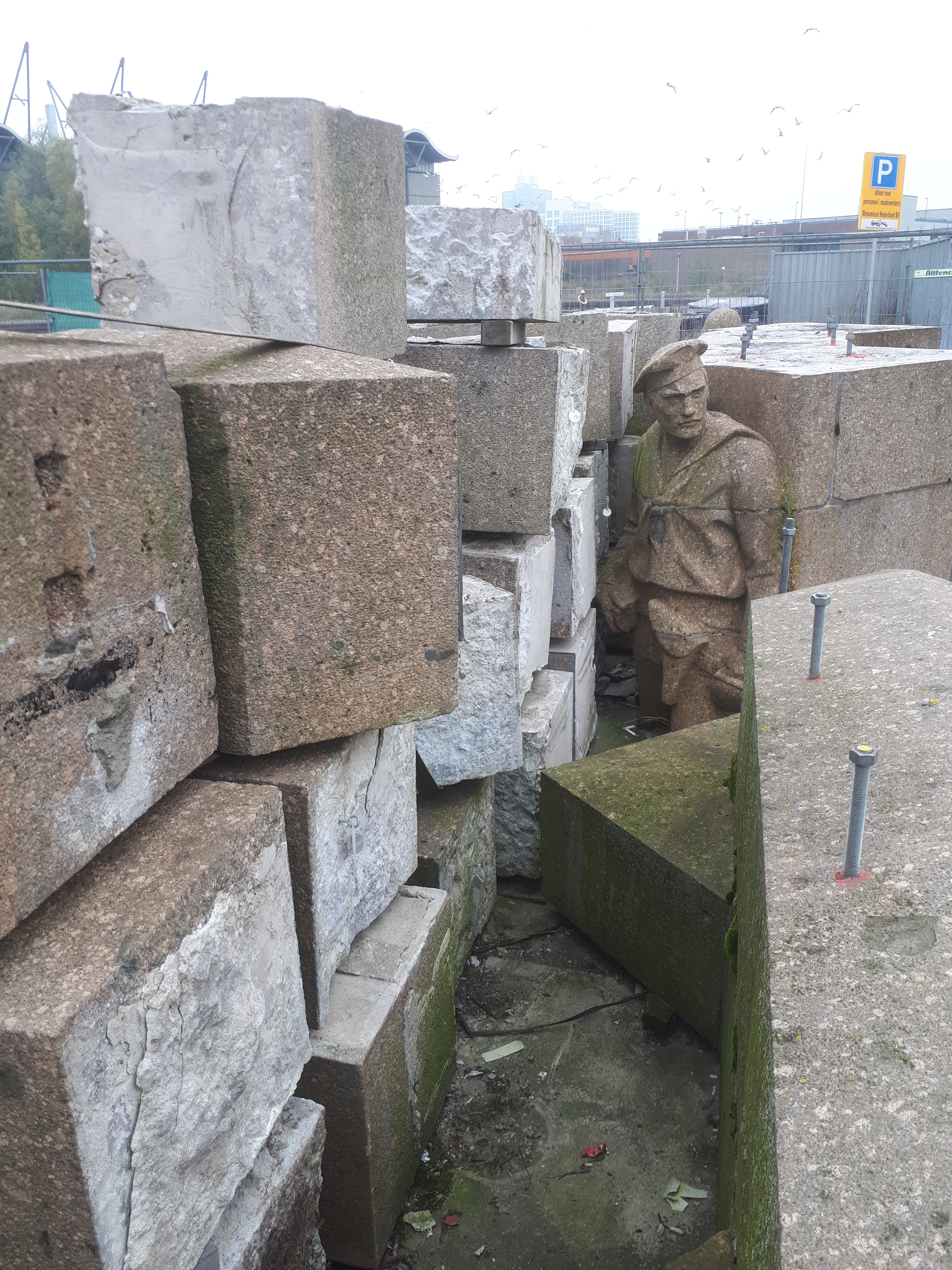
Het monument staat op 11 november 2021 in stukken in een hoek van een industrieterrein, wachtend op herplaatsing.

Het Monument Leger en Vloot herdenkt de Nederlandse troepen die aan het begin van de Eerste Wereldoorlog gemobiliseerd werden en de slachtoffers die tijdens de oorlog vielen. Het monument staat aan de boulevard in Scheveningen, iets ten zuiden van het Kurhaus, naast een trap die van de boulevard naar het Gevers Deynootplein gaat.  Het werd op 20 september 1921 onthuld door koningin Wilhelmina. In 2018 is het Monument Leger en Vloot gedemonteerd en tijdelijk opgeslagen in een depot. 

## Comité
De oprichting van het nationale gedenkteken was een initiatief van de verenigingen Ons Leger en Onze Vloot. Voor de realisering van een monument ter herdenking van de mobilisatie van 1914-1916 vorm te geven was een Comité opgericht.  

## Onthulling
Over de wijze waarop de onthulling moest plaatsvinden bestonden zeer uiteenlopende meningen. Men was het oneens over de vraag of het een feestelijke militaire parade worden of een plechtige bijeenkomst. Op 20 september 1921 werd het monument onthuld. Dit was ook Prinsjesdag en antimilitaristen hadden langs de route van de koninklijke stoet de vrijlating geëist van dienstweigeraar Herman Groenendaal, waarop de politie arrestaties had verricht. Dit zorgde voor spanningen. 
De gasten bij de onthulling werden in het Kurhaus verwelkomd en een deel van hen luisterde vanaf het terras naar de toespraken. Op drie ministers na was het gehele kabinet aanwezig. Ter gelegenheid van de onthulling kreeg Vereniging 'Ons Leger' het predicaat Koninklijke toegekend. Vereniging 'Onze Vloot' bezat dat predicaat reeds sinds 1916. Het koningshuis werd vertegenwoordigd door koningin Wilhelmina, prinses Juliana en prins Hendrik. 
Bij het monument werden verschillende toespraken gehouden door onder meer generaal b.d. Cornelis Snijders, oud-opperbevelhebber van de Nederlandse Land- en Zeemacht, die namens bovengenoemde verenigingen de koninklijke gasten welkom heette. Voormalig minister-president Pieter Cort van der Linden roemde de inzet van de strijdkrachten om de neutraliteit van Nederland te beschermen en hun hulpvaardigheid bij het opvangen van honderdduizenden vluchtelingen. In zijn toespraak haalde hij Goethe's Faust aan: „Weh! weh! Du hast sie zerstört, Die schöne Welt, Mit mächtiger Faust, Prächtiger Baue sie wieder, In deinem Busen baue sie auf!” 
Na de oud-premier kreeg koningin Wilhelmina het woord: „In het bijzonder gedenk ik hen, die het leven gaven in dienst van het vaderland. Mocht de zekerheid, dat zij krachtig hebben bijgedragen tot handhaving van ons zelfstandig bestaan, haar lichtstraal over die graven werpen.” Vervolgens verrichtte de koningin de officiële onthullingshandeling, terwijl het Wilhelmus werd gespeeld. Daarna droeg de voorzitter van de Vereniging 'Onze Vloot', Henri Marie van Bemmelen (1902-1959), het monument in eigendom over aan de gemeente Den Haag. Burgemeester Jacob Patijn liet bij de aanvaarding weten dat hij het monument eigenlijk wat te klein vond.

## Het monument
Het monument werd gemaakt door Toon Dupuis en Dirk Roosenburg. Op de zijmuur van het monument is naast de matroos een bronzen plaquette aangebracht met een afbeelding van generaal Snijders.
Twee militairen flankeren het monument, links staat een soldaat en rechts een matroos. Tussen hen staat de volgende tekst:
HULDE
AAN DE GEMOBILISEERDE
LAND- EN ZEEMACHT
AUG. 1914 - NOV. 1918.
HET VADERLANDT GHETROUWE
Op de achterzijde van het monument staat de tekst:
Uit nationale bijdragen gesticht door de Vereeniging Ons Leger en Onze Vloot
en op 20 September 1921 onthuld door Hare Majesteit Koningin Wilhelmina,

die in tijd van spanning en gevaar aan het Nederlandsche volk het voorbeeld gaf
van vastberadenheid en toewijding aan het vaderland.

## Verplaatsing
In 2018 is het Monument Leger en Vloot gedemonteerd en opgeslagen in een depot. Op haar oude locatie verrijst een nieuw gebouw. Het is de bedoeling dat het monument na de vernieuwing van de Boulevard in 2019 op een andere plek zal terugkeren.
Op 11 november 2021 is het monument nog steeds niet herplaatst. Een nieuw plan voorziet in een herplaatsing in 2025.